# Thorsteinn I. Sigfusson
Thorsteinn I. Sigfusson (isländisch Þorsteinn Ingi Sigfússon, * 4. Juni 1954 in Vestmannaeyjar, Island; † 15. Juli 2019) war ein isländischer Physiker, der im Bereich der Energiewissenschaften forschte. Ihm wurde 2007 der Global Energy Prize verliehen. Er war Direktor des Innovation Center Iceland an der Universität Island.

## Werdegang
Nach dem Studium am Hamrahlid College in Reykjavík erwarb Thorsteinn 1978 an der Universität Kopenhagen seinen Abschluss in Physik. Er promovierte 1983 am Darwin College an der Universität Cambridge.
Thorsteinn war als Professor für Physik am Wissenschaftlichen Institut der Universität Island tätig und war Vorsitzender des Instituts (1986–1990), der Universitätsbibliothek (1994), des Forschungszentrums Islands RANNIS (1996–1999) und des Technischen Ausschusses des RANNIS. Darüber hinaus fungierte er als Direktor des Maschinenbau-Instituts und Dekan der Fakultät der Schule für Erneuerbare Energien in Akureyri. Von 2003 bis 2007 war er Co-Vorsitzender der International Partnership for Hydrogen and Fuel Cells in the Economy (IPHE) und gründete 2006 den Renewable Energy Prize (Preis für erneuerbare Energien), der erstmals vom World Council for Renewable Energy (WCRE) während dessen globaler Konferenz in Florenz verliehen wurde.

## Von Thorsteinn I. Sigfusson gegründete Firmen und Institutionen
- Eco Energy Iceland – Holdinggesellschaft, welche die  ECTOS Projekte innerhalb des fünften Rahmenprogramms der Europäischen Kommission und damit verbundene Projekte zu erneuerbaren Energien betreibt
- Icelandic New Energy – eine Firma, welche die Wasserstoffnutzung zur Energiegewinnung propagiert
- Varmaraf – eine auf Thermoelektrik und neuartige Elektrolyseverfahren für Wasser spezialisierte Firma
- CRI – produziert Methanol aus geothermalem CO2 and elektrolytischem Wasserstoff
- HBT – produziert elektronische Filter zur Verbesserung der Effizienz von Dieselgeneratoren um den Ölverbrauch auf Schiffen zu senken
- RES Schule für erneuerbare Energien in Akureyri, an der internationale Masterabschlüsse erworben können werden. Thorsteinn war Co-Direktor der Fakultät für Wasserstoff und Brennstoffzellen.

## Auszeichnungen und Ehrungen
- British Council Fellowship, 1979
- Clerk-Maxwell Award Fellowship 1980 für die Entwicklung einer neuen Technik im Forschungsgebiet Magnetismus
- Elected Research Fellow, Darwin College, 1981
- Knighthood by the President of Iceland, 1. Januar 2004
- Preisträger des Global Energy Prize, St. Petersburg, 2007[3]